# Odwiedziny Elżbiety
Odwiedziny Elżbiety – fresk autorstwa Giotto di Bondone namalowany ok. 1305 roku dla kaplicy Scrovegnich w Padwie.
Jeden z 40 fresków namalowanych przez Giotta w kaplicy Scrovegnich należący do cyklu scen przedstawiających życie Joachima i Anny, Marii oraz Chrystusa.

Przedstawiony motyw został opisany jedynie w Ewangelii Łukasza. Maria udała się do Elżbiety: 

 Weszła do domu Zachariasza i pozdrowiła Elżbietę. Gdy Elżbieta usłyszała pozdrowienie Maryi, poruszyło się dzieciątko w jej łonie, a Duch Święty napełnił Elżbietę. Wydała ona okrzyk i powiedziała: "Błogosławiona jesteś między niewiastami i błogosławiony jest owoc Twojego łona. (Łk.1 40-42)

Spotkanie obu kobiet, artysta przedstawił przed budynkiem z portykiem, z dwiema kolumnami, z marmurowymi zdobieniami na portyku i z fryzem z girlandami. Elżbieta pochyla się ku przybyłej Marii. Wydaje się, iż składa hołd nienarodzonemu jeszcze Jezusowi. Za Marią stoją dwie, elegancko ubrane, kobiety; jedna z nich trzyma na ramieniu białe szmatki, będące aluzja do nienarodzonego dziecka. Podobny motyw Giotto przedstawił we fresku Narodziny Maryi. Za Elżbietą, również stoi kobieta. Błękitny barwnik na jej szacie w dużej części uległ zniszczeniu. Jej dłonie spoczywają na kolanach co jest typowym gestem kobiety ciężarnej. Gesty obu niewiast mają nawiązywać do błogosławionego stanu Marii i Elżbiety.